# スーフィー・アブー・ターリブ
スーフィー・アブー・ターリブ（阿: صوفيأبوطالب、1925年1月27日– 2008年2月21日）は、エジプトの政治家。エジプト代議院議長を務め、アンワル・アッ＝サダトが暗殺された後、大統領代行に就任した。

## 来歴
1925年、ファイユームに生まれる。カイロ大学法学部卒業後、パリ大学へ留学。
カイロ大学学長を務め、ファイユーム大学を設立。
1978年、代議院議長に選出される。1981年10月6日、サダト大統領が暗殺されたことにより大統領代行に就任。ホスニー・ムバーラクを後任に指名し僅か8日で辞職。
2008年2月21日、マレーシアで亡くなる。83歳没。